# Бурка, Сильвия
Сильвия Бурка (англ. Sylvia Burka; род. 4 мая 1954 года в Виннипеге, Канада) — канадская конькобежка и велогонщица латвийского происхождения, участница зимних Олимпийских игр 1972, 1976 и 1980 годов, чемпионка мира 1976 года в классическом многоборье и 1977 года в спринтерском многоборье, рекордсменка мира, 48-кратная рекордсменка Канады.

## Биография
Сильвия родилась в Виннипеге, в семье родителей-эмигрантов из Латвии. Она начала кататься на коньках в возрасте 10-ти лет и участвовала в школьных соревнованиях на фигурных коньках. Вместе со своими двумя старшими сёстрами она также занималась прыжками в высоту и бегала кроссы. Они вступили в конькобежный клуб и стали ездить по разным городам с соревнованиями. Она не была особо одарённым спортсменом, но упорные тренировки дали о себе знать уже через четыре года.
В январе 1970 года Сильвия выиграла чемпионат Манитобы на дистанциях 1000 и 1500 метров, а через месяц стала чемпионом Канады на этих дистанциях и ещё на 500-метровке и 2000 метров. Благодаря этим успехам она попала в сборную и дебютировала на чемпионате мира в спринтерском многоборье в Уэст-Аллисе и на чемпионате мира в классическом многоборье, где заняла соответственно 24-е и 20-е место.
В 1971 году стала 23-й на спринтерском чемпионате мира и 25-й на чемпионате мира в классическом многоборье в Инцелле. В 1972 году Сильвия впервые участвовала на зимних Олимпийских играх в Саппоро и заняла 8-е место в забеге на 1000 м, 21-е на 1500 м, а на 500 м была дисквалифицирована. После игр выиграла чемпионат Канады на всех дистанциях. В марте на чемпионате мира в спринтерском многоборье в Эскильстуне поднялась на 13-е место и на чемпионате мира в классическом многоборье заняла 16-е место.
В 1973 году она стала чемпионкой мира среди юниоров в голландском Ассене, а на спринтерском чемпионате мира в Осло заняла высокое 4-е место. На следующий год стала 8-й на спринтерском мировом первенстве и 11-й на чемпионате мира в классическом многоборье в Херенвене. В 1975 году сборную тренировал Йоррит Йорритсма, который привёл всех в форму. 
Единственная проблема заключалась в том, что всю свою карьеру Сильвия занималась сама, а теперь должна была выполнять указания тренера. Поэтому она не соглашалась во многом с Йорритсмой и тренер отправил её домой из тренировочного лагеря. Бурка не участвовала в составе сборной, пропустив весь сезон. Уже летом они пришли к взаимопониманию с тренером и отлично справлялись. Её восстановили в команде как раз перед тем, как команда отправилась в Европу в октябре.
В феврале 1976 года участвовала в зимних Олимпийских играх в Инсбруке, где заняла лучшее 4-е место в беге на 1000 м, на дистанции 3000 м стала 8-й, на 1500 м - 9-й и на 500 м заняла 11-е место. Через месяц на чемпионате мира в классическом многоборье в Йевике Сильвия стала чемпионкой мира и на спринтерском чемпионате мира в Берлине завоевала бронзовую медаль. Через год Сильвия выиграла и спринтерский чемпионате мира в Алкмаре.
В 1979 году на чемпионате мира в классическом многоборье в Гааге завоевала бронзовую медаль, а на спринтерском чемпионате мира финишировала на 5-м месте. В 1980 году на третьих своих зимних Олимпийских играх в Лейк-Плэсиде заняла 7-е место в забеге на 1000 м, 9-е на 500 м, 10-е на 1500 м и 12-е на 3000 м. На спринтерском чемпионате мира была 7-й и на чемпионате мира в классическом многоборье заняла 6-е место. В том же году завершила карьеру.

### Велоспорт
Сильвия начала соревноваться в велоспорте в 1975 году. К 1978 году она была чемпионкой страны в спринте и выиграла 12 национальных титулов в спринте, а также одержала победы в других соревнованиях на треке и шоссе. В 1979 году Бурка выиграла три золотые медали на Играх Западной Канады, а в 1982 году она установила мировой рекорд по велоспорту в помещении среди женщин на дистанции 1 км. На международном уровне Бурка заняла четвертое место в индивидуальной гонке преследования на чемпионате мира 1988 года.

## Личная жизнь
После прекращения участия в соревнованиях Бурка стала партнёром и финансовым директором в строительной компании, а также тренером. Она была замужем с 1981 по 1986 год за канадским велогонщиком Ловеллом Джоселинном и несколько лет ухаживала за ним после того, как он был парализован в 1983 году, когда его сбил сзади самосвал во время тренировочной поездки.

## Награды
- 1970, 1973, 1975-1977, 1980 - удостоена премии "Спортсменка года Манитобы".[6]
- 7 раз названа спортсменкой года Канады по конькобежному спорту.
- 1977 год - включена в Спортивный и Олимпийский залы славы Канады.[7]
- 1981 год - включена в Зал славы конькобежного спорта Канады.[8]
- 1983 год - включена в Зал спортивной славы и музей Манитобы.[9]
- 2000 год - названа лучшей спортсменкой века среди любителей Манитобы.[10]